# 幼児期健忘
幼児期健忘（ようじきけんぼう）は幼児期の記憶がなくなる症状のことである。
一般に3歳以前の記憶であれば、記憶として残りにくい。これは、海馬の発達が不十分なためであるという説がある。幼児に初期の記憶がないということではなく、あくまでも言語によって媒介される記憶に関しては、海馬の関与が必要だということである。

## 原因
はっきりした原因はわかっていないが、幼児期の学習能力が未熟であり、記憶をうまく固着できないという説と、記憶を貯蔵した神経ネットワークが後に発達したものに上書きされて、当時の記憶を思い出せないという説がある。